# Corona di Kritonios

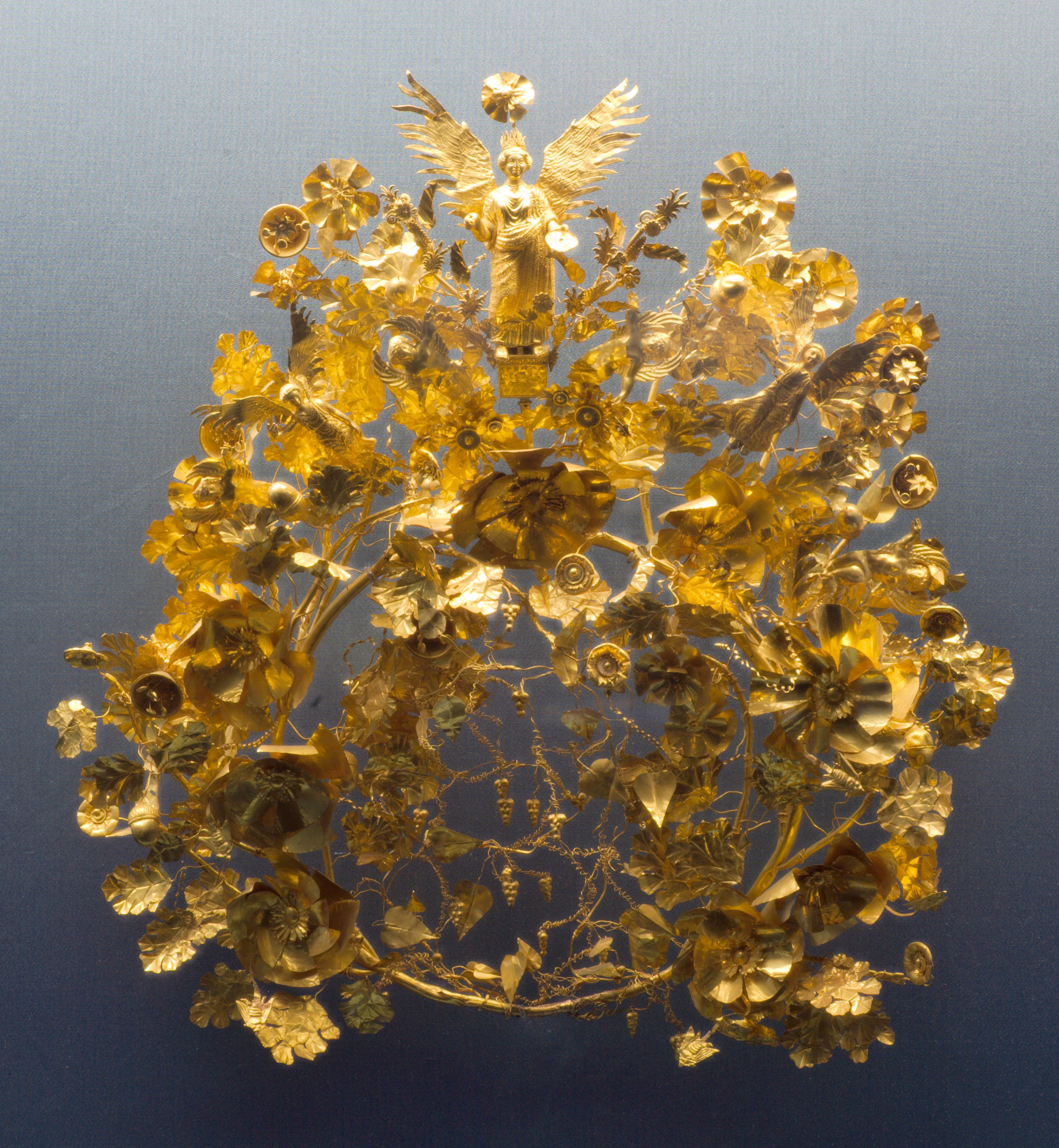
La corona di Kritonios

La corona di Kritonios è una ghirlanda d'oro di età magno-greca risalente al IV secolo a.C. ritrovata ad Armento nel 1814, in località Serra Lustrante. È esposta all'Antikensammlungen di Monaco di Baviera.

## Caratteristiche

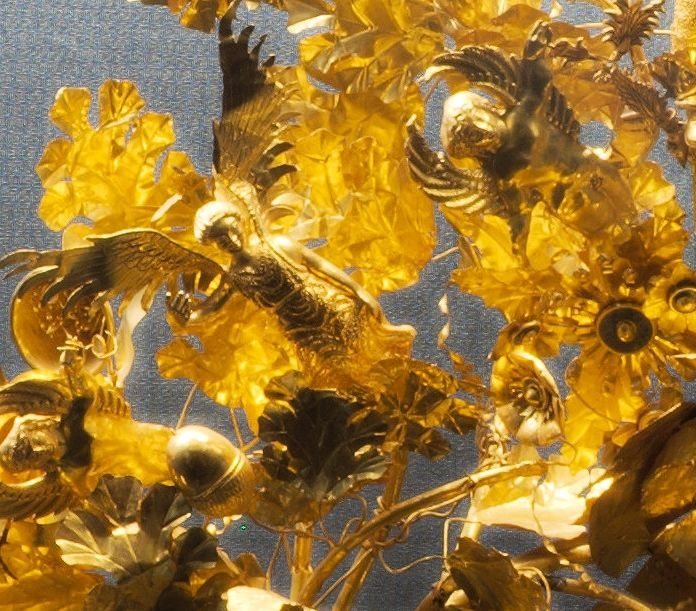
Al centro la Nike e ai lati Erotes

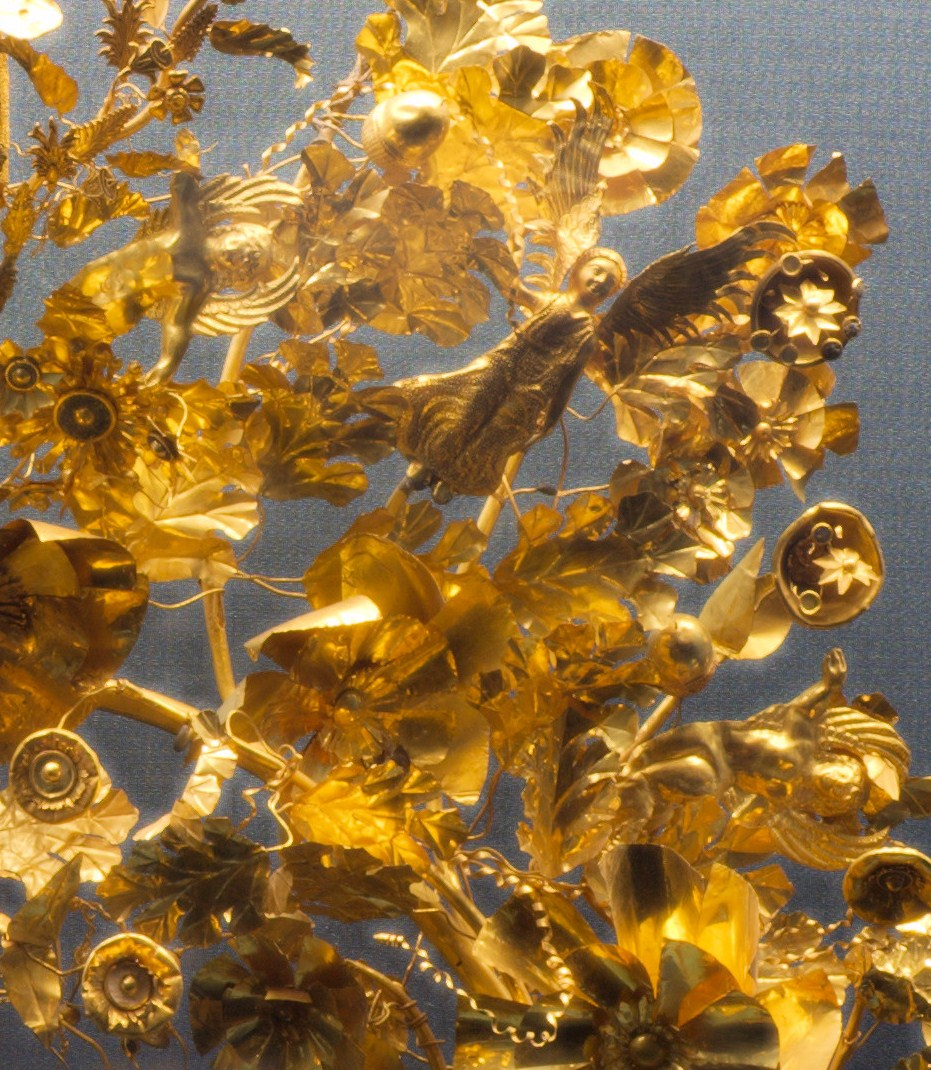
Erotes

La corona ha un'altezza di circa 37 centimetri; la sua struttura delicata fa pensare che non fosse destinata a essere indossata.
La corona rappresenta due rami di quercia, ornati da ghiande e molti fiori di diverso genere. Sulla quercia e sui fiori ci sono molte api attaccate alla corona per mezzo di sottili lamine di oro. Inoltre, compaiono sei figure umane: una dea alata, detta Dea Regina Triumphans, tre Erotes e due Nike.
La base della corona è formata da un cerchio, dove, a coppie per ogni lato, sono saldati otto cannelli di 0,12-0,16 centimetri di altezza. Nella parte alta, la frontale, ci sono altri tre cannelli da 5 centimetri, i quali sostengono i perni della Dea Regina Triumphans, mentre gli altri sostengono un mazzetto di fiori e di fronde. Sul cerchio sono anche saldati grappoli di frutti, viticci, tre grandi rose per ogni lato.
Il materiale è oro quasi puro, con tracce di rame e forse di tellurio; l'oro è stato ridotto in lamine sottili, con spessori variabili da 1/20 ad 1/10 di millimetro. I fili d'oro presentano un diametro da 1/4 a 3/4 di millimetri.
La corona pesa un rotolo e due once (antiche unità di misura utilizzate nel sud Italia); pesa all'incirca 55,419 grammi, poiché un rotolo pesava 0,891 grammi e un'oncia equivaleva a 27,264 grammi.
Osservando la corona si possono notare diversi stili.
Secondo lo storico dell'arte Angelo Lipinsky, la corona fu prodotta da diversi artefici all'interno di una stessa bottega unendo il gusto ellenistico per il realismo.
Al centro si trova la vera protagonista della corona, la Dea Regina Triumphans. Le due Nike, ai lati della dea, sono rappresentate come se fluttuassero su rami e fiori, fra i quali si trovano anche delle api che vengono riprodotte a sbalzo e proporzionate alla grandezza dei fiori. Al serto mancano un intero mazzetto di fiori, un quarto Erote e, forse, qualche ape.

### Piante rappresentate

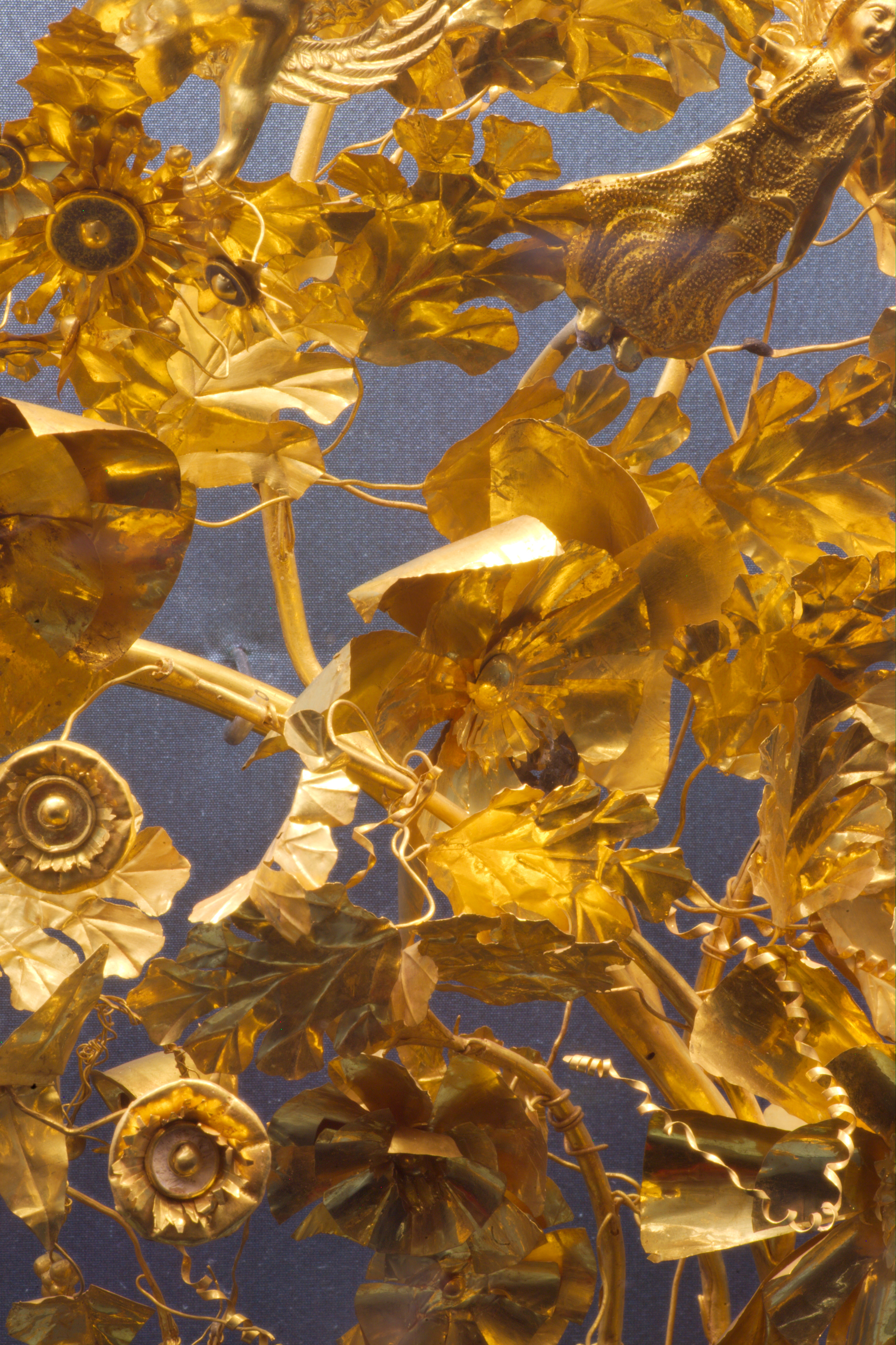

Le piante sono erbe conosciute sin dai tempi della medicina popolare per le loro virtù terapeutiche. Sono state forgiate in modo molto realistico e questo le rende ben riconoscibili. La base della corona è costituita da calici smaltati color turchese, un ramoscello di quercia, elementi di edera e di mirto.
Alcune delle piante riconoscibili rappresentate sulla corona sono:
- salsapariglia nostrana, che non ha radici ma si arrampica con viticci a produrre grappoli di bacche rosse, elementi riprodotti nella Corona;
- rametti di farnia e di fragno (varietà di quercia) con una, due o tre foglie e ghiande;
- fiori di rosa canina selvatica, nella parte bassa della corona;
- rose da giardino a fiore doppio;
- fronde di biancospino, disposto in basso e nel giro interno della corona;
- calendula;
- composite;
- alcune fronde di castagno, fiori di malva e fiori di convolvolo, riprodotto in quattro varietà (Convolvulus soldanella, althaeoides, elegantissimus e arvensis), la cui corolla è ricoperta di uno smalto azzurro intenso.[2]

### La "Dea Regina Triumphans"

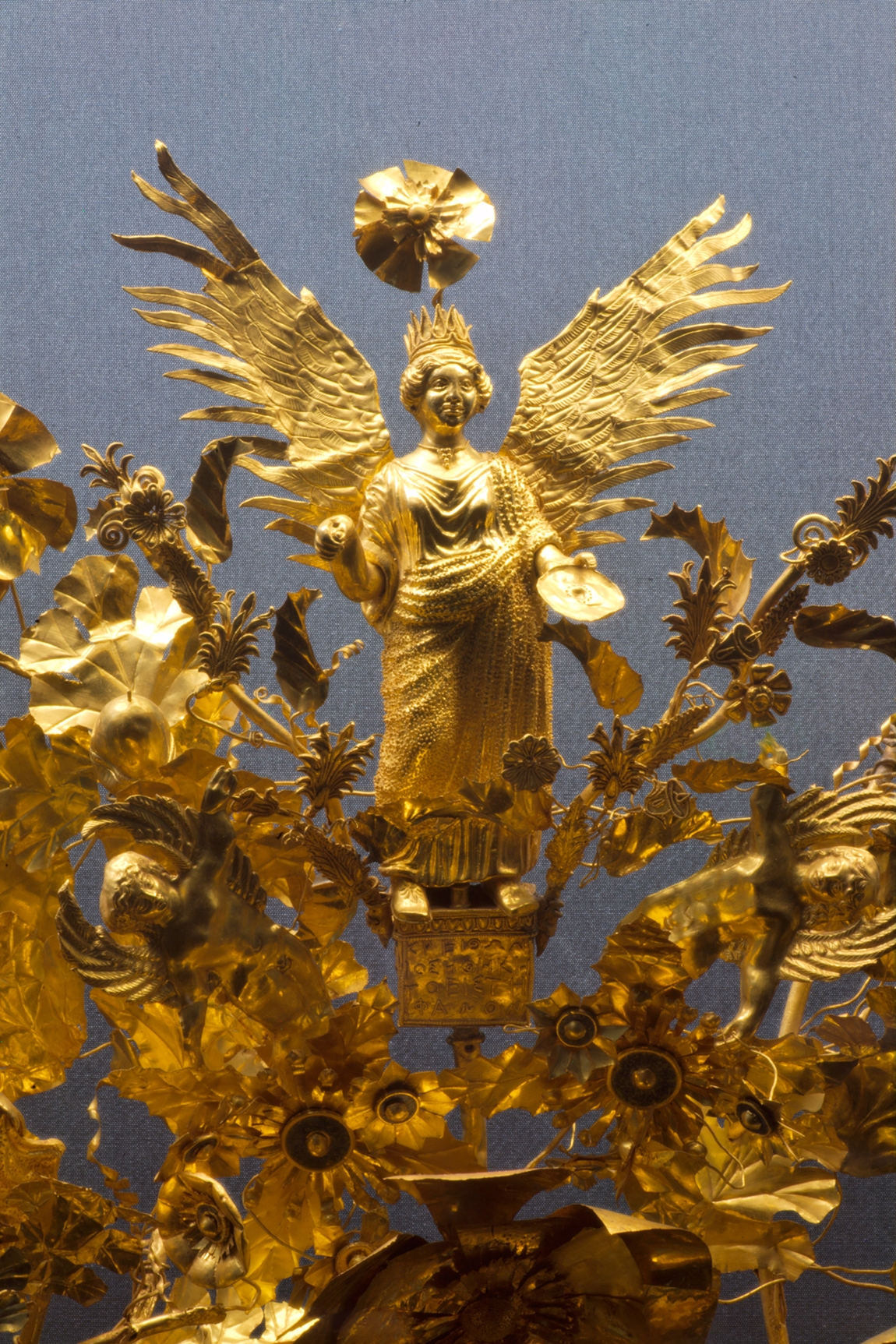
Dea Regina Triumphans

Il serto di rami e fiori che formano la Corona è sormontato da una figura femminile alata, la Dea Regina Triumphans. Si pensa si tratti di una "reinterpretazione" lucana di Giunone regina dell'Olimpo, protettrice delle donne dalla nascita fino alla morte.  Sul suo piedistallo, di forma cubica, è incisa la frase in greco ΚΡEΙΘΩNIOΣ HΘHKH TOEI ΣTHΦANON (Kreithonios ètheke toei stèfanon), che significa 'Critonio dedicò questa corona'.
Si esclude che sia una Vittoria alata (Nike), per via del diadema a punte sul capo e di una sottile corona di perle che compare fra le ciocche dei capelli. Tali caratteristiche non sono infatti tipiche di una Nike, ma si avvicinano a quelle di divinità femminili rinvenute nella Tuscia meridionale risalenti al VI secolo a.C.
Allo stesso modo, non sono tipici della Nike anche gli oggetti che questa figura porta nelle mani: con la mano sinistra regge una patera mentre nella destra doveva stringere uno scettro, oggi mancante. Viceversa, le altre figure femminili che, insieme agli Erotes, accompagnano la dea in trionfo, alla quale potrebbe quindi riferirsi la terza parola dell’iscrizione dedicatoria (TOEI) che l'epigrafista Michel Lejeune traduce come 'alla divinità', sono delle Nike.
La dea indossa un chitone, modellato su spalle e petto, e un himation decorato a granulazione che dalla spalla sinistra e dal braccio scende in larghe pieghe lungo il corpo. Il collo è decorato da una sottile collana. Con la mano sinistra regge una patera mentre nella destra doveva stringere uno scettro, oggi mancante. Ai piedi porta calzari chiusi in cuoio a punta tonda, mentre sulla testa porta una corona a punte: dalle spalle spuntano ali con penne lunghissime.

## Ritrovamento
Il 2 agosto 1814 il Colonnello Diodato Sponsa di Avigliano ingaggiò quattro scavatori di Anzi e condusse uno scavo illegale su tre sepolture a camera in contrada Serra d'Oro a tre miglia da Armento (Potenza), trovando diversi oggetti preziosi nel sepolcro di un defunto cremato sopra una graticola di ferro.
Il colonnello riferì di aver rinvenuto una ghirlanda d'oro con iscrizione di 27 lettere, un fauno di bronzo dall'altezza di un palmo e mezzo, un candelabro di bronzo in cinque pezzi, quattro vasi grandi, una ventina di vasi piccoli di ricco valore, una corniola e degli ornamenti di donna in vari pezzi d'oro, ma rozzi. La ghirlanda d'oro era quella che oggi viene identificata come la corona di Kritonios.
Diversi degli oggetti rinvenuti ad Armento furono acquistati da Carolina Bonaparte, moglie del re di Napoli, Gioacchino Murat, e appassionata collezionista di opere d'arte. Carolina, dopo la fucilazione di Murat, dovette fuggire da Napoli rifugiandosi in Baviera. Lì fu poi costretta da problemi economici a vendere la sua raccolta di opere d'arte, compresa la corona, a re Luigi I di Baviera nel 1826.

## Zona archeologica
La zona archeologica si trova nella contrada Serra Lustrante, precedentemente denominata Serra d'Oro. L'area del ritrovamento fu frequentata a partire dagli ultimi decenni del IV sec. a.C. come luogo di culto. A questo periodo si data un piccolo sacello quadrangolare con percorso pavimentato annesso: alle spalle sono stati individuati una vasca, una cisterna e un grande pithos (vaso di terracotta), che sottolineano il ruolo centrale dell'acqua nell'area sacra.
Nel III sec. a.C. il santuario venne monumentalizzato e impostato su due terrazze collegate da una scalinata e divise da un muro a blocchi squadrati di arenaria. Sulla terrazza inferiore venne realizzato un edificio sacro a pianta quadrata, in asse con un altare e due basi. Attorno all'edificio venne pavimentato un nuovo percorso cerimoniale. La cisterna raccoglieva le acque canalizzate dalla terrazza superiore e dalle sorgive sotterranee, mentre dietro l'altare dovevano trovarsi alcuni locali di servizio, con il tetto decorato da antefisse. Qui nel 1969 fu ritrovato un esemplare di testa di Gorgone.
Nella terrazza superiore si trovavano tre grandi ambienti: in uno dei tre vani sono state ritrovate due fosse con resti di animali sacrificali, un focolare e una banchina con tre patere con ossa di volatili. Il rito sacrificale doveva quindi iniziare nella terrazza inferiore, con il lavaggio dell'animale sacrificale con le acque sacre e con il sacrificio sull'altare, mentre la cerimonia si concludeva nella terrazza superiore, con la consumazione delle carni dell'animale.
La monumentalizzazione del santuario, con la realizzazione dell'impianto scenografico a terrazze, rientra in un quadro ellenistico: è probabile pertanto il contatto diretto tra le popolazioni dell'interno e le influenze magno greche. In un contesto abbastanza vicino, nella colonia greca di Heraklea, posta sul fondovalle dell'Agri, si trova una area sacra molto simile al Tempio in cui è stata trovata la Corona: pertanto non è improbabile l'influenza diretta della colonia.
L'ultima fase edilizia , alla quale si ricollega la realizzazione degli ambienti dell’alto sud del santuario, si data a fine III sec. a.C. Successivamente, nel II secolo a.C., con la definitiva romanizzazione della zona della Val Agri, si ha un abbandono graduale del territorio.
Il santuario doveva essere dedicato a Eracle, che si configura come il garante dei valori guerrieri e agonistici giovanili, nella doppia dimensione divina ed eroica. Inoltre, sono attestati sia nel centro che nel sud Italia culti a Eracle legati alla transumanza dei pastori e al culto delle acque.
Dall'analisi dei materiali rinvenuti, si può sostenere che al culto di Eracle fosse associato il culto a una divinità femminile subalterna, che potrebbe identificarsi con quella Mefite protettrice delle acque particolarmente diffusa nel contesto lucano.
La rilevanza dei reperti riflette l'importanza di un'area archeologica che ricade all'interno del parco nazionale dell'Appennino Lucano Val d'Agri Lagonegrese: il santuario di Serra Lustrante dovette essere un luogo di riunione e di aggregazione delle aristocrazie locali dei centri indigeni della media valle, all'interno dell'organizzazione territoriale lucana.